# Ребекка (фильм, 1962)
«Ребекка» (англ. Rebecca) — телефильм, вышедший 8 апреля 1962 года, снятый по одноимённому роману Дафны Дюморье.

## Сюжет
В Монте-Карло молодая девушка отговаривает от самоубийства богатого Максима де Винтера, недавно потерявшего жену Ребекку.
Они начинают встречаться, и через некоторое время Максим просит её выйти за него замуж. Но когда они обосновываются в его особняке Мэндерли, постоянные напоминания о Ребекке, совершаемые влюблённой экономкой, доводят девушку до грани безумия. Однажды вечером море возвращает яхту, на которой исчезла покойная, и Максим обвиняется в её убийстве.
Только после серии расследований выясняется правда, и Максим — оправдан, но миссис Дэнверс, теперь полностью сошедшая с ума, поджигает Мэндерли.

## В ролях
| Актёр         | Роль                    |
| ------------- | ----------------------- |
| Джеймс Мэйсон | Максимилиан де Винтер   |
| Джоан Хакетт  | вторая миссис де Винтер |
| Нина Фох      | миссис Дэнверс          |
| Ллойд Бокнер  | Джек Фавелл             |